# Лоренс М. Краус
Лоренс Максвел Краус (енгл. Lawrence Maxwell Krauss; Њујорк, 27. мај 1954) је амерички теоријски физичар, космолог и популаризатор науке.
Познат је као заговорник јавног разумевања науке, јавне политике засноване на здравим емпиријским подацима, научног скептицизма и научне писмености, и ради на томе да се смање сујеверја и верске догме у популарној култури.
Краус је аутор многих научно популарних књига, а његова књига Читав свемир ни из чега (2012) је преведена на српски.

## Биографија

### Детињство и образовање
Краус је рођен у Њујорку, али је детињство провео у Торонту у Канади. Краус је дипломирао математику и физику 1977. године, а завршио је докторске студије физике на Масачусетском технолошком институту 1992.

### Лични живот
У јануару 1980. године, Краус се оженио са Кетрин Кели, родом из Нове Шкотске. Њихова ћерка, Лили, је рођена 23. новембра 1984. Краус и Кели су се развели 2012. године. Краус се 7. јануара 2014. године оженио са Ненси Дахл.

## Каријера
Краус је постао ванредни професор на Универзитету Јејл у 1985.
У августу 2008. године, Краус је отишао да предаје на Државном универзитеу Аризоне на катедри за физику. Он је такође постао директор Ориџинс пројекта, универзитетске иницијативе. У 2009. години је помогао у организовању Ориџинс Симпозијума, у којем је учествовало 80 научника, а присуствовало је 3.000 људи.
Краус се појављује у медијима као промотер науке. Писао је и едиторијале за Њујорк Тајмс. Као резултат његовог појављивања 2004. пред Државним школским одбором Охаја, његово противљење интелигентном дизајну је стекло национални значај.
Служио је у одбору за наука током првог мандата председника Барака Обаме 2008. године. 2010. године је изабран за члана управног одбора Федерације америчких научника. У 2013. години је прихватио да ради као професор у истраживачкој школи астрономије и астрофизике на катедри за физику Аустралијског националног универзитета.
Краус је критичар теорије струна и своје ставове је изнео 2005. у књизи Крити се у огледалу. Његова друга књига Читав свемир ни из чега - са поговор Ричард Докинса - је објављена у јануару 2012. године и постала је бестселер Њујорк Тајмса у року од недељу дана. Поговор је требало да напише Кристофер Хиченс, али се он превише разболео да би га довршио. 
Краус је 2012. написао чланак за Њузвик о томе како је хигсов бозон повезан са великим праском. Такође је написао и дужи рад за Њујорк Тајмс о овој честици и њеном значају.

## Научни рад
Краус углавном ради у теоријској физици и објавио је истраживање о различитим темама у тој области. Његов примарни допринос је космологији. Био је један од првих физичара који су предложили да већина масе и енергије универзума живи у празном простору, данас познат као "тамна енергија". Осим тога, Краус је формулисао модел у коме је свемир могао потенцијално настати "ни из чега", како је навео у својој књизи Читав свемир ни из чега. Пошто се његов модел слаже са експерименталним посматрањима, узима се као "хипотеза".
У почетку, Краус је био скептичан према хигсовој механици. Међутим, након што је ЦЕРН потврдио постојање хигсов бозона, он је истраживао импликације хигс области у природи тамне енергије.

## Активизам
Краус је изнео да би у Сједињеним Америчким Државама наука трабала да има већу пажњу, и да јавност треба да преиспита верска уверења председничких кандидата.
Краус је антитеиста  и често учествује у дебатама о религији. Краус се појављује у документарцу Неверници, у ком је и Ричард Докинс. Они путују широм света и јавно говоре о значају науке и разума, за разлику од религије и сујеверја. Документарац садржи кратке снимке истакнутих личности, као што су глумица Камерон Дијаз и физичар Стивен Хокинг . 
У својој књизи, Читав свемир ни из чега: зашто постоји нешто а не ништа (2012), Краус разматра премису да нешто не може доћи ни из чега, која се често користи као аргумент за постојање непокретног покретача. Он тврди да закони физике омогућавају да се универзум створи ни из чега. "Које ће бити карактеристике универзуму који је створен ни из чега, само са законима физике и без икаквих натприродних појава? Карактеристике универзума ће бити управо карактеристике универзума у ком живимо ."